# Villabandín
Villabandín es una localidad española que forma parte del municipio de Murias de Paredes, en la provincia de León, comunidad autónoma de Castilla y León.

## Geografía

### Ubicación
| Noroeste: Lazado | Norte: Peñalba de Cilleros | Noreste: Truébano |
| Oeste: Lazado    |                            | Este: Rodicol     |
| Suroeste Senra   | Sur: Villanueva de Omaña   | Sureste: Rodicol  |

## Demografía
Evolución de la población
| Gráfica de evolución demográfica de Villabandín entre 2000 y 2017  |
|                                                                    |
| Población de derecho (2000-2017) según el padrón municipal del INE |